# Heliura amazonicum
Heliura amazonicum är en fjärilsart som beskrevs av Rothschild 1912. Heliura amazonicum ingår i släktet Heliura och familjen björnspinnare. Inga underarter finns listade i Catalogue of Life.